# 葡萄牙无产阶级共产主义组织（马克思主义—布尔什维克）
葡萄牙无产阶级共产主义组织（马克思主义—布尔什维克）（葡萄牙語：Organização Comunista Proletária (Marxista-Bolchevique) de Portugal，缩写为OCP(MB)P）是葡萄牙的一个已不存在的小型共产主义组织。该组织成立于1994年，分裂自共产党（重建）。该组织的创始成员反对共产党（重建）并入人民民主联盟。该组织出版刊物《红色五月一日》。